# النيل الوطنية للنقل النهري
شركة النيل الوطنية للنقل النهري هي إحدى الشركات التابعة لـ"جهاز الصناعات والخدمات البحرية للقوات المسلحة"، تعتبر شركة النيل الوطنية للنقل النهري رائدة شركات النقل النهري بجمهورية مصر العربية وإحدى دعائم الاقتصاد القومي والتي تتميز عن وسائل النقل الأخرى بما لديها من أسطول نهري ضخم مجهز لنقل كافة الأحجام والأوزان غير النمطية إلي جانب أنها تعتبر من أرخص وسائل النقل.